# Ernst Nellessen
Ernst Nellessen (* 13. April 1928 in Düren; † 22. Februar 1982 in Augsburg) war ein deutscher katholischer Theologe, Hochschullehrer und Priester.

## Leben
Ernst Nellessen war das dritte Kind der Eheleute Josef Nellessen und Louise geb. Dütz. Er besuchte das Gymnasium in seiner Geburtsstadt Düren und legte dort 1947 das Abitur ab. Anschließend studierte er in Bonn, München und Aachen Theologie. 1953 empfing Nellessen im Aachener Dom die Priesterweihe. Von 1953 bis 1960 wirkte er als Kaplan an der Elisabeth-Kirche in Mönchengladbach, in derselben Funktion von 1958 bis 1960 an der Fronleichnamskirche in Aachen. Von 1960 bis 1962 in Bad Honnef wohnhaft, war Nellessen als Assistent am Katholisch-Theologischen Seminar der Universität Bonn tätig und verfasste in dieser Zeit auch seine Dissertation. Es folgte von 1962 bis 1966 eine Tätigkeit als Rektor an der Pfarrkirche St. Antonius in Ginnick bei Zülpich. Anschließend war er bis 1969 Spiritual am Priesterseminar Aachen. Mit dem Ende dieser Tätigkeit wurde Nellessen nach Bad Honnef beurlaubt, wo er an der Pfarre St. Johann Baptist als Subsidiar und zeitweise als Pfarrverwalter wirkte sowie seine Habilitation für das Fach Neues Testament an der Universität Bonn vorbereiten konnte. Im September 1970 betraute man ihn mit Lehraufgaben an der Universität Köln und der Technischen Hochschule Aachen zur Ausbildung von Religionslehrern. 1974 erfolgte seine Habilitation an der Universität Bonn, worauf er dort 1975 zum Wissenschaftlichen Rat und Professor ernannt wurde. 1980 erhielt Nellessen seine Berufung zum ordentlichen Professor für Neutestamentliche Exegese an der Universität Augsburg, wohin er im April 1981 übersiedelte. Bis dahin war er noch an St. Johann Baptist in Bad Honnef tätig gewesen.
Nellessen betätigte sich auch als Ortshistoriker in Bad Honnef. Als seine bedeutendste heimatgeschichtliche Veröffentlichung kann die Herausgabe der ortsgeschichtlichen Aufzeichnungen des Pfarrers Franz Xaver Trips (1630–1696) im lateinischen Wortlaut und in deutscher Übersetzung im Jahre 1978 gelten.
Beigesetzt wurde Nellessen auf dem Neuen Friedhof in Bad Honnef.

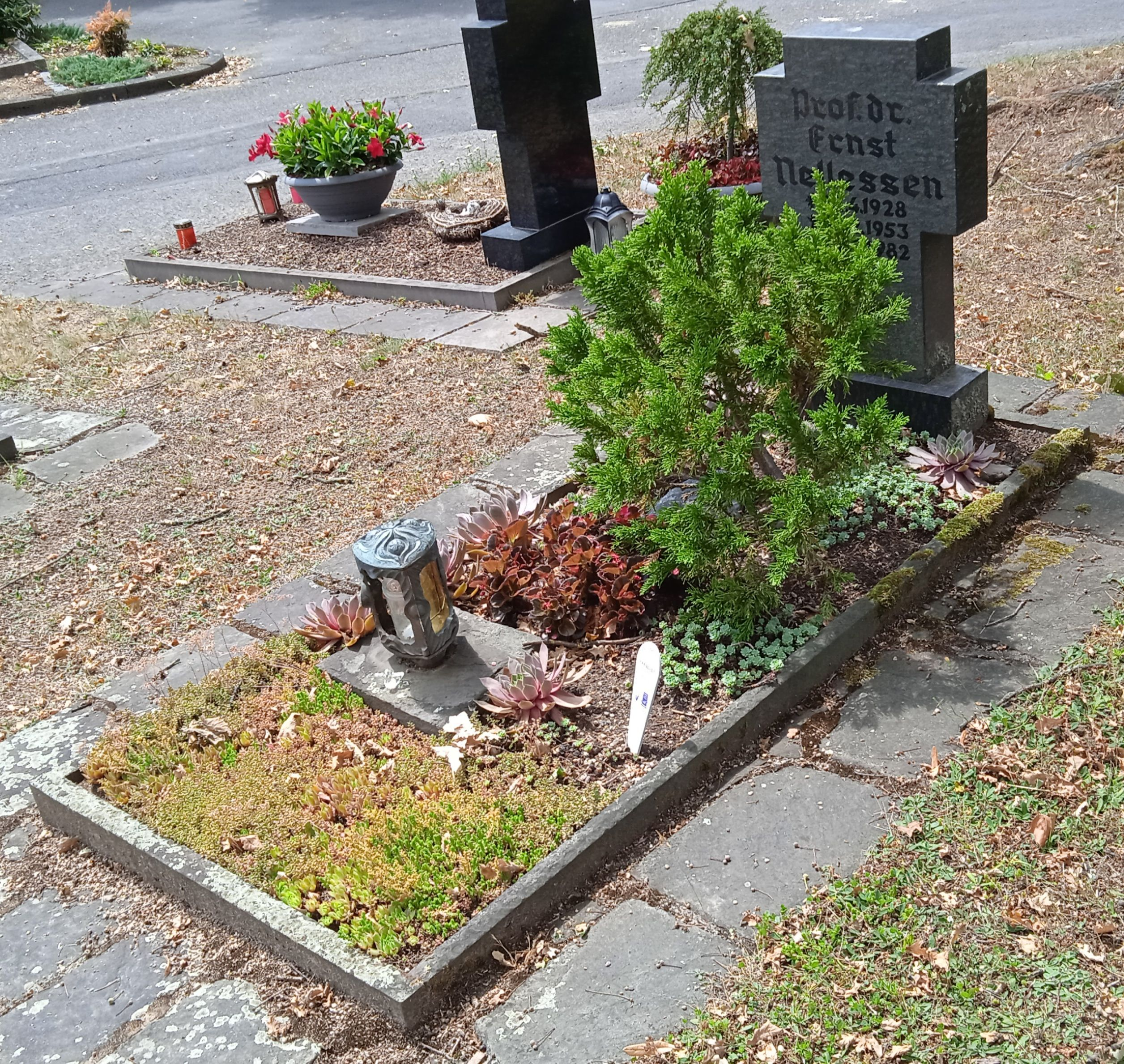
Grab von Ernst Nellessen auf dem Neuen Friedhof in Bad Honnef

## Schriften (Auswahl)
- Untersuchungen zur altlateinischen Überlieferung des ersten Thessalonicherbriefes (= Bonner biblische Beiträge, 22). Hanstein, Bonn 1965. (zugleich Dissertation Universität Bonn)
- Franz Xaver Trips: Honnef vor 1700: Aufzeichnungen zur Ortsgeschichte. Herausgegeben und übersetzt von Ernst Nellessen. Selbstverlag, Bad Honnef 1978.
- Das Honnefer Kreuzigungstuch: Eine Kölner Stiftung des Grafen von Neuenahr. Selbstverlag, Bad Honnef 1980.
- Der Honnefer Glockenguß von 1694 und andere Aufzeichnungen zur Stadtgeschichte (= Heimat- und Geschichtsverein „Herrschaft Löwenburg“ e. V.: Studien zur Heimatgeschichte der Stadt Bad Honnef am Rhein, Heft 5). Bad Honnef 1982.